# Forest Hills (MBTA-Station)
Forest Hills ist der Name einer U-Bahn-Station der Massachusetts Bay Transportation Authority (MBTA) im gleichnamigen Stadtteil der Stadt Boston im Bundesstaat Massachusetts der Vereinigten Staaten. Sie bietet Zugang zur Needham Line der MBTA Commuter Rail und ist zugleich Endbahnhof der Orange Line bzw. das südliche Ende des Southwest Corridors.

## Geschichte
Die am 4. Mai 1987 eröffnete Station ersetzte die 1909 errichtete gleichnamige Station der Washington Street Elevated. Die direkt angrenzende Station Arborway war bis 1985 Endbahnhof der Green Line E. Diese Linie wurde zunächst temporär, bis heute jedoch dauerhaft bis zur Station Heath Street verkürzt.

## Bahnanlagen

### Gleis-, Signal- und Sicherungsanlagen
Der Bahnhof verfügt über sechs Gleise, von denen vier über zwei Mittelbahnsteige zugänglich gemacht werden. Die übrigen beiden Gleise sind reine Durchgangsgleise, auf denen Züge durch den Bahnhof fahren können, ohne anzuhalten. Sie werden regelmäßig von den Amtrak-Zügen Acela Express und Northeast Regional sowie von den MBTA-Nahverkehrszügen der Providence/Stoughton Line bzw. der Franklin Line genutzt.

### Gebäude
Das Gebäude befindet sich an der Kreuzung von Washington Street und Hyde Park Aveneue. Es wurde vom Architekturbüro Cambridge Seven Associates entworfen und so gestaltet, dass es das typische Aussehen eines Gewächshauses besitzt, wie sie in den umliegenden Parks stehen. Der Turm der Station hat sich zu einer örtlichen Landmarke entwickelt. Der Bahnhof ist vollständig barrierefrei zugänglich.
Im Rahmen des Arts-on-the-Line-Projektes der MBTA wurde in der Station das Kunstwerk „Transcendental Greens“ von Dan George installiert, das aus neun mehrfarbigen Aluminiumskulpturen besteht. Außerhalb des Gebäudes befinden sich darüber hinaus zwei Installationen („The Subway Collector“ von Thomas Hurley und „Lies“ von Ethan Canin) aus Granit, die verschiedene eingravierte Texte zeigen.

## Umfeld
Der Bahnhof wird von insgesamt 16 Buslinien angefahren. Ferner gibt es auf dem Gelände des Bahnhofs 206 Park-and-ride-Parkplätze. In unmittelbarer Umgebung der Station befinden sich das Arnold-Arboretum, der Franklin Park und der Friedhof Forest Hills Cemetery.